# Necedah
Necedah ist eine Gemeinde (mit dem Status „Village“) im Juneau County im US-amerikanischen Bundesstaat Wisconsin. Im Jahr 2010 hatte Necedah 916 Einwohner.

## Geografie
Necedah liegt im südwestlichen Zentrum Wisconsins am Yellow River, der über den Wisconsin River zum Stromgebiet des Mississippi gehört.
Die geografischen Koordinaten von Necedah sind 44°01′34″ nördlicher Breite und 90°04′26″ westlicher Länge. Das Gemeindegebiet erstreckt sich über eine Fläche von 8,03 km² und ist vollständig von der Town of Necedah umgeben, ohne dieser anzugehören.
Nachbarorte von Necedah sind Strongs Prairie (10,4 km nordöstlich), Dellwood (18,1 km südöstlich), New Lisbon (19,6 km südsüdwestlich) und Cloverdale (8,4 km westlich).
Die nächstgelegenen größeren Städte sind Green Bay am Michigansee (212 km ostnordöstlich), Wisconsins größte Stadt Milwaukee (242 km ostsüdöstlich), Wisconsins Hauptstadt Madison (142 km südsüdwestlich), La Crosse (110 km westlich) und Eau Claire (160 km nordwestlich).

## Verkehr
Im Zentrum von Necedah kreuzen die Wisconsin State Routes 21 und 80. Alle weiteren Straßen sind untergeordnete Landstraßen, teils unbefestigte Fahrwege sowie innerörtliche Verbindungsstraßen.
In Necedah kreuzen zwei Eisenbahnstrecken der Union Pacific Railroad (UP) und der Canadian National Railway (CN).
Die nächsten Flughäfen sind der Dane County Regional Airport in Madison (141 km südsüdwestlich) und der Milwaukee Mitchell International Airport in Milwaukee (252 km ostsüdöstlich).

## Bevölkerung
Nach der Volkszählung im Jahr 2010 lebten in Necedah 916 Menschen in 376 Haushalten. Die Bevölkerungsdichte betrug 114,1 Einwohner pro Quadratkilometer. In den 376 Haushalten lebten statistisch je 2,41 Personen.
Ethnisch betrachtet setzte sich die Bevölkerung zusammen aus 96,6 Prozent Weißen, 0,7 Prozent Afroamerikanern, 0,1 Prozent (eine Person) amerikanischen Ureinwohnern, 0,3 Prozent Asiaten sowie 0,8 Prozent aus anderen ethnischen Gruppen; 1,5 Prozent stammten von zwei oder mehr Ethnien ab. Unabhängig von der ethnischen Zugehörigkeit waren 2,8 Prozent der Bevölkerung spanischer oder lateinamerikanischer Abstammung.
27,7 Prozent der Bevölkerung waren unter 18 Jahre alt, 56,3 Prozent waren zwischen 18 und 64 und 16,0 Prozent waren 65 Jahre oder älter. 52,0 Prozent der Bevölkerung war weiblich.
Das mittlere jährliche Einkommen eines Haushalts lag bei 38.542 USD. Das Pro-Kopf-Einkommen betrug 21.183 USD. 19,1 Prozent der Einwohner lebten unterhalb der Armutsgrenze.

## Bekannte Bewohner
- Joseph W. Babcock (1850–1909) – republikanischer Abgeordneter des US-Repräsentantenhauses (1893–1907) – war als Holzunternehmer in Necedah tätig